# دیوید سانچز (تنیس‌باز)
دیوید سانچز (انگلیسی: David Sánchez؛ زاده ۲۰ آوریل ۱۹۷۸) یک تنیس‌باز اهل سامرا - اسپانیا است.